# Guéron

Guéron este o comună din Nord-Estul Franței în departamentul Calvados. Cu o suprafță totală de 5.27 de km, în 2009 avea o populație de 228 de locuitori și o densitate de 43,26 loc./km².